# 富山市立古里小学校
富山市立古里小学校（とやましりつ ふるさとしょうがっこう）は富山県富山市にある公立小学校。

## 沿革
個別に出典が提示されていない箇所の出典→
- 1873年7月 - 光円寺に長沢小学校創立。
- 1876年7月 - 通名小学校と改称（数井養作宅、山下孫太郎宅を借用）。
- 1879年7月 - 羽根に関名小学校分設置（松波仁右ェ門宅）。
- 1882年4月 - 通明小学校が中等学校、関名小学校が初等学校となる。
- 1887年4月 - 通明小学校が尋常科、長沢小学校を簡易科とする。
- 1888年4月 - 通明小学校が長沢小学校に合併され、通明小学校と改称。
- 1890年4月 - 古里簡易小学校と改称。
- 1891年6月 - 古里村羽根山下77番地に新築移転。
- 1892年10月 - 古里尋常小学校と改称。
- 1896年4月 - 高等科を併置し、古里尋常高等小学校と改称。
- 1910年11月 - 古里村羽根97番地に新築移転。
- 1911年6月 - 雨天体操場を新築。
- 1912年 - 教員住宅1棟を建設。
- 1927年8月 - 千坊山運動場新設。
- 1935年12月 - 雨天体操場兼講堂を新築。
- 1941年4月 - 古里国民学校に改称。
- 1947年4月 - 古里小学校と改称。
- 1952年4月 - 別館4教室を増築。
- 1953年7年 - 校歌制定。
- 1954年9月 - 給食室の改築、雑庫の増築。
- 1956年12月 - 古里小学校養護学級設置。教室6、体育器具室、ポンプ室増築。児童昇降口、廊下は増築。
- 1958年6月 - 中庭に教材池築造、千坊山運動場拡張。古里幼稚園を併設。
- 1959年4月 - 婦中町立となる。
- 1965年9月 - 運動場を拡張（羽根37番地、2,375坪）
- 1968年6月 - 改築工事完成[3]。
- 1971年 - プール竣工[3]。
- 1984年 - 体育館改築[3]。
- 1987年7月 - 新校舎の建設に着手[4]。
- 1988年3月12日 - 現校舎（鉄筋コンクリート3階建て延床面積2,240m2、情報教育の充実のためパソコン15台、ビデオカメラ3台を視聴覚室に設置）が竣工[4]。
- 1990年 - グラウンドを改修[3]。
- 2026年4月 - 富山市立音川小学校を統合する予定[5]。

## 通学区域
婦中町長沢（長沢字狐坂 13227～13452番地の地区を除く）、婦中町羽根、婦中町下邑、婦中町小長沢、 婦中町新町、婦中町蓮花寺、婦中町高塚、婦中町宮ヶ谷、婦中町長沢団地、富山病院、友愛病院、 婦中町ひまわり台、婦中町外北の一部（外輪野 1455番地 3、外輪野字鏡坂 11937～12685番地の地区）

## 進学先
- 富山市立城山中学校

## 周辺
- 国道359号
- 富山県立しらとり支援学校